# C.E. Jensen
Carl Ludvig Emil Jensen, oftast bara C.E. Jensen, född 2 december 1865 i Köpenhamn, död 21 september 1927 på samma plats) som från 1882 till 1917 var regelbunden litteratur- och teaterrecensent för dagstidningen Social-Demokraten. Han skrev även Vore Dages Digtere, som gavs ut 1898, och var huvudförfattare (tillsammans med Frederik Borgbjerg) tillSocialdemokratiets Aarhundrede 1901–1904.
Han skrev dessutom "Arbejdernes Almanak" och blev relegerad från Borgerdydskolen på Christianshavn före studentexamen på grund av sitt politiska arbete.

## Verk
- Vore Dages Digtere (1898)
- Socialdemokratiets Aarhundrede (1904)
- Karikatyr-Album (1905)
- Pjäsen Fem Søstre (1908, tillsammans med W. Norrie)

### Utvalda recensioner
- C.E. Jensen (22 november 1900). ”Johannes V. Jensen: Den store Sommer. (Nordiske Forlag)” (på danska). Aktuelt:  sid. 1. Wikidata Q105412670. https://www2.statsbiblioteket.dk/mediestream/avis/record/doms_aviser_page%3Auuid%3Afe1b562e-f66f-41eb-af9b-588fd7c4ff1b.

Om andra delen av Kongens Fald.